# Глават
Глават је насељено место у саставу општине Ластово, на острву Главату, Дубровачко-неретванска жупанија, Република Хрватска.

## Историја
До територијалне реорганизације у Хрватској налазио се у саставу старе општине Ластово.

## Становништво
На попису становништва 2011. године, Глават није имао становника.
| Број становника по пописима | Број становника по пописима | Број становника по пописима | Број становника по пописима | Број становника по пописима | Број становника по пописима | Број становника по пописима | Број становника по пописима | Број становника по пописима | Број становника по пописима | Број становника по пописима | Број становника по пописима | Број становника по пописима | Број становника по пописима | Број становника по пописима | Број становника по пописима |
| --------------------------- | --------------------------- | --------------------------- | --------------------------- | --------------------------- | --------------------------- | --------------------------- | --------------------------- | --------------------------- | --------------------------- | --------------------------- | --------------------------- | --------------------------- | --------------------------- | --------------------------- | --------------------------- |
| 1857                        | 1869                        | 1880                        | 1890                        | 1900                        | 1910                        | 1921                        | 1931                        | 1948                        | 1953                        | 1961                        | 1971                        | 1981                        | 1991                        | 2001                        | 2011                        |
| 0                           | 0                           | 0                           | 0                           | 0                           | 0                           | 0                           | 14                          | 2                           | 17                          | 5                           | 7                           | 3                           | 9                           | 0                           | 0                           |

Напомена: Исказује се од 1931, и то до 1953. као део насеља, а од 1961. као насеље. У 2001. без становника.

### Попис1991.
На попису становништва 1991. године, насељено место Глават је имало 9 становника, следећег националног састава:
| Попис 1991.‍  | Попис 1991.‍  | Попис 1991.‍ | Попис 1991.‍ | Попис 1991.‍ |
| ------------ | ------------ | ----------- | ----------- | ----------- |
|              |              |             |             |             |
| Хрвати       | Хрвати       |             | 6           | 66,66%      |
| неопредељени | неопредељени |             | 2           | 22,22%      |
| непознато    | непознато    |             | 1           | 11,11%      |
| укупно: 9    |              |             |             |             |